# Thomas Nyirenda
Thomas Nyirenda (ur. 28 lutego 1986 w Chililabombwe) – zambijski piłkarz grający na pozycji obrońcy.

## Kariera klubowa
Karierę piłkarską Nyirenda rozpoczął w klubie Konkola Blades. W 2006 roku został członkiem pierwszego zespołu i wtedy też zadebiutował w jego barwach w rozgrywkach zambijskiej Premier League. W 2009 roku przeszedł do Zanaco FC, pochodzącego ze stolicy kraju, Lusaki. W debiutanckim sezonie wywalczył z Zanaco mistrzostwo Zambii. Zawodnikiem Zanaco był do 2010 roku. Następnie występował w zespołach Konkola Blades, Power Dynamos, Clube Ferroviário da Beira oraz UD Songo.

## Kariera reprezentacyjna
W dorosłej reprezentacji Nyirenda zadebiutował w 2009 roku. W 2010 roku został powołany na Puchar Narodów Afryki 2010. Od 2009 do 2013 wystąpił w niej 24 razy.